# إحدى عشرة دقيقة
إحدى عشرة دقيقة (بالبرتغالية:Onze Minutos) هي رواية للروائي الشهير باولو كويلو.

## نبذة عن الرواية
تتناول الرواية حياة فتاة تعيش في إحدى القرى النائية في البرازيل تحلم بتكوين ثروة صغيرة وانشاء مزرعة تعيلها وتعيل عائلتها. تنتقل الفتاة إلي ريوديجانيرو ومن هناك تتعرف على رجل أوروبي تنتقل معه إلى جنيف في سويسرا حيث تعمل هناك في أحد الملاهي الليلية كمومس.
هنا تظهر براعة الكاتب باولو كويلو في الكشف للقارئ عن هذا العالم الغامض للكثيرين وكيف يدار في إحدى العواصم الأوروبية على لسان أحد المومسات وكما تكتب في دفتر يومياتها.
وصف تفصيلي لشابّة في طور اختبارها للحياة. تبدأ بالعمل كمومس من دون أن تشعر بالخزي، وترى أن البغاء ليس سوى مهنة لها قواعدُ كَسواها. ويبقى الجنس في نظرها غامضاً كما الحب. فماذا عن مومس إذا وقعت في الحب؟

## الشخصيات
- ماريا: شابة برازيلية مارست مهنة الدعارة من أجل احتياجاتها الخاصة وكذلك تحقيق حلمها في مدينة سويسرية هي جنيف.
- رالف هارت: رسام مشهور، التقى صدفة بماريا في مقهى. هو شاب لم يتجاوز التسعة والعشرين بعد من عمره، لكنه نجح في كل شيء تقريبا في حياته، مما يضجره قليلا، كما أنه فقد إحساس وطعم الجنس وطلب من ماريا مساعدته في العثور عليه مجددا.
- ميلان: مالك الملهى الليلي الذي تعمل فيه ماريا، ويدعى هذا المقهى بكوباكابانا.
- روجر: قواد وديوث، وهو السبب الرئيسي في مغادرة ماريا البرازيل صوب جنيف.

## نبذة عن الكاتب
ولد باولو كويلو في ريو دي جانيرو عام 1947. قبل أن يتفرغ للكتابة، كان يمارس الإخراج المسرحي، والتمثيل وعمل كمؤلف غنائي، وصحفي. وقد كتب كلمات الأغاني للعديد من المغننين البرازيليين أمثال إليس ريجينا، ريتا لي راؤول سييكساس، فيما يزيد عن الستين أغنية. ولعه بالعوالم الروحانية بدء منذ شبابه كهيبي، حينما جال العالم بحثا عن المجتمعات السرية، وديانات الشرق. نشر أول كتبه عام 1982 بعنوان «أرشيف الجحيم»، والذي لم يلاق أي نجاح. وتبعت مصيره أعمال أخرى، ثم في عام 1986 قام كويلو بالحج سيرا لمقام القديس جايمس في كومبوستيلا. تلك التي قام بتوثيقها فيما بعد في كتابه «الحج». في العام التالي نشر كتاب "الخيميائي"، وقد كاد الناشر أن يتخلي عنها في البداية، ولكنها سرعان ما أصبحت من أهم الروايات البرازيلية وأكثرها مبيعا. حاز على المرتبة الأولى بين تسع وعشرين دولة. ونال على العديد من الأوسمة والتقديرات.

## وصلات خارجية
- آراء القراء حول رواية إحدى عشرة دقيقة على موقع أبجد
- رواية إحدى عشرة دقيقة على موقع جودريدرز